# États-Unis aux Jeux olympiques d'hiver de 1980
Cet article contient des informations sur la participation et les résultats des États-Unis aux Jeux olympiques d'hiver de 1980 qui ont eu lieu à Lake Placid, également aux États-Unis.

## Médaillés
| Médaille | Nom | Sport                                                                                | Épreuve               |
| --- | --- | ------------------------------------------------------------------------------------ | --------------------- |
| Or | Équipe des États-Unis de hockey sur glace \| - Bill Baker - Neal Broten - Dave Christian - Steve Christoff - Jim Craig - Mike Eruzione - John Harrington \| - Mark Johnson - Rob McClanahan - Ken Morrow - Jack O'Callahan - Mike Ramsey - Mark Pavelich - Steve Janaszak \| - Buzz Schneider - Dave Silk - Eric Strobel - Bob Suter - Phil Verchota - Mark Wells \| | Hockey sur glace                                                                     | Compétition masculine |
| Or | Eric Heiden | Patinage de vitesse                                                                  | 500 mètres hommes     |
| Or | Eric Heiden | Patinage de vitesse                                                                  | 1 500 mètres hommes   |
| Or | Eric Heiden | Patinage de vitesse                                                                  | 1 000 mètres hommes   |
| Or | Eric Heiden | Patinage de vitesse                                                                  | 5 000 mètres hommes   |
| Or | Eric Heiden | Patinage de vitesse                                                                  | 10 000 mètres hommes  |
| Argent | Phil Mahre | Ski alpin                                                                            | Slalom hommes         |
| Argent | Linda Fratianne | Patinage artistique                                                                  | Épreuve femmes        |
| Argent | Leah Poulos-Mueller | Patinage de vitesse                                                                  | 500 mètres femmes     |
| Argent | Leah Poulos-Mueller | Patinage de vitesse                                                                  | 1 000 mètres femmes   |
| Bronze | Charles Tickner | Patinage artistique                                                                  | Épreuve hommes        |
| Bronze | Beth Heiden | Patinage de vitesse                                                                  | 3 000 mètres femmes   |
| - Bill Baker - Neal Broten - Dave Christian - Steve Christoff - Jim Craig - Mike Eruzione - John Harrington | - Mark Johnson - Rob McClanahan - Ken Morrow - Jack O'Callahan - Mike Ramsey - Mark Pavelich - Steve Janaszak | - Buzz Schneider - Dave Silk - Eric Strobel - Bob Suter - Phil Verchota - Mark Wells |                       |

## Résultats

### Ski alpin
Homme
| Athlète        | Épreuve      | Course 1        | Course 1 | Course 2        | Course 2 | Total           | Total |
| Athlète        | Épreuve      | Temps           | Rang     | Temps           | Rang     | Temps           | Rang  |
| -------------- | ------------ | --------------- | -------- | --------------- | -------- | --------------- | ----- |
| Karl Anderson  | Descente     |                 |          |                 |          | N'a pas terminé | –     |
| Andy Mill      | Descente     |                 |          |                 |          | 1 min 49 s 07   | 16    |
| John Winkelman | Descente     |                 |          |                 |          |                 | 19    |
| Phil Mahre     | Descente     |                 |          |                 |          | 1 min 48 s 88   | 14    |
| Pete Patterson | Descente     |                 |          |                 |          | 1 min 47 s 04   | 5     |
| Pete Patterson | Slalom géant | N'a pas terminé | –        | –               | –        | N'a pas terminé | –     |
| Cary Adgate    | Slalom géant | 1 min 22.48     | 23       | N'a pas terminé | –        | N'a pas terminé | –     |
| Steve Mahre    | Slalom géant | 1 min 21 s 86   | 15       | 1 min 23 s 08   | 15       | 2 min 44 s 94   | 15    |
| Phil Mahre     | Slalom géant | 1 min 21 s 74   | 14       | 1 min 22 s 59   | 10       | 2 min 44 s 33   | 10    |
| Steve Mahre    | Slalom       | N'a pas terminé | –        | –               | –        | N'a pas terminé | –     |
| Bill Taylor    | Slalom       | N'a pas terminé | –        | –               | –        | N'a pas terminé | –     |
| Pete Patterson | Slalom       | N'a pas terminé | –        | –               | –        | N'a pas terminé | –     |
| Phil Mahre     | Slalom       | 53 s 31         | 1        | 51 s 45         | 8        | 1 min 44 s 76   | 2     |

Femme
| Athlète         | Épreuve      | Course 1         | Course 1 | Course 2         | Course 2 | Total            | Total |
| Athlète         | Épreuve      | Temps            | Rang     | Temps            | Rang     | Temps            | Rang  |
| --------------- | ------------ | ---------------- | -------- | ---------------- | -------- | ---------------- | ----- |
| Holly Flanders  | Descente     |                  |          |                  |          | 1 min 40 s 96    | 14    |
| Cindy Nelson    | Descente     |                  |          |                  |          | 1 min 39 s 69    | 7     |
| Heidi Preuss    | Descente     |                  |          |                  |          | 1 min 39 s 51    | 4     |
| Tamara McKinney | Slalom géant | N'a pas terminée | –        | –                | –        | N'a pas terminée | –     |
| Heidi Preuss    | Slalom géant | 1 min 17 s 54    | 15       | 1 min 30 s 83    | 20       | 2 min 48 s 37    | 17    |
| Cindy Nelson    | Slalom géant | 1 min 17 s 42    | 13       | 1 min 29 s 90    | 14       | 2 min 47 s 32    | 13    |
| Christin Cooper | Slalom géant | 1 min 16 s 61    | 9        | 1 min 28 s 10    | 7        | 2 min 44 s 71    | 7     |
| Tamara McKinney | Slalom       | N'a pas terminée | –        | –                | –        | N'a pas terminée | –     |
| Abbi Fisher     | Slalom       | 45 s 10          | 14       | N'a pas terminée | –        | N'a pas terminée | –     |
| Cindy Nelson    | Slalom       | 44 s 96          | 12       | 45 s 89          | 13       | 1 min 30 s 85    | 11    |
| Christin Cooper | Slalom       | 44 s 23          | 7        | 45 s 05          | 7        | 1 min 29 s 28    | 8     |

### Biathlon
Homme
| Épreuve      | Athlète        | Manqués1 | Temps          | Rang |
| ------------ | -------------- | -------- | -------------- | ---- |
| Sprint 10 km | Peter Hoag     | 4        | 38 min 53 s 44 | 45   |
| Sprint 10 km | Donald Nielsen | 6        | 38 min 51 s 02 | 44   |
| Sprint 10 km | Lyle Nelson    | 2        | 35 min 40 s 56 | 19   |

| Épreuve | Athlète      | Temps              | Pénalités | Temps ajusté2      | Rang |
| ------- | ------------ | ------------------ | --------- | ------------------ | ---- |
| 20 km   | Johnny Ruger | 1 h 12 min 30 s 80 | 21        | 1 h 33 min 30 s 80 | 45   |
| 20 km   | Glenn Jobe   | 1 h 15 min 36 s 52 | 6         | 1 h 21 min 36 s 52 | 38   |
| 20 km   | Martin Hagen | 1 h 13 min 02 s 95 | 8         | 1 h 21 min 02 s 95 | 36   |

Relais hommes 4 × 7,5 km
| Athlètes                                           | Course    | Course             | Course |
| Athlètes                                           | Manqués 1 | Temps              | Rang   |
| -------------------------------------------------- | --------- | ------------------ | ------ |
| Martin Hagen Lyle Nelson Donald Nielsen Peter Hoag | 0         | 1 h 39 min 24 s 29 | 8      |

1Un tour de pénalité de 150 mètres doit être skié pour chaque cible manqué. 

2Une minute est ajoutée par cible pas complément manqué (un tir sur l'anneau extérieur), deux minutes par cible complètement manquée.

### Bobsleigh
| Traîneau | Athlètes                 | Épreuve    | Manche 1      | Manche 1 | Manche 2      | Manche 2 | Manche 3      | Manche 3 | Manche 4      | Manche 4 | Total         | Total |
| Traîneau | Athlètes                 | Épreuve    | Temps         | Rang     | Temps         | Rang     | Temps         | Rang     | Temps         | Rang     | Temps         | Rang  |
| -------- | ------------------------ | ---------- | ------------- | -------- | ------------- | -------- | ------------- | -------- | ------------- | -------- | ------------- | ----- |
| USA-1    | Brent Rushlaw Joe Tyler  | Bob à deux | 1 min 02 s 90 | 5        | 1 min 02 s 81 | 3        | 1 min 02 s 99 | 5        | 1 min 03 s 42 | 8        | 4 min 12 s 12 | 6     |
| USA-2    | Howard Siler Dick Nalley | Bob à deux | 1 min 03 s 04 | 6        | 1 min 03 s 04 | 6        | 1 min 02 s 65 | 2        | 1 min 03 s 00 | 5        | 4 min 11 s 73 | 5     |

| Traîneau | Athlètes                                            | Épreuve      | Manche 1      | Manche 1 | Manche 2      | Manche 2 | Manche 3      | Manche 3 | Manche 4      | Manche 4 | Total         | Total |
| Traîneau | Athlètes                                            | Épreuve      | Temps         | Rang     | Temps         | Rang     | Temps         | Rang     | Temps         | Rang     | Temps         | Rang  |
| -------- | --------------------------------------------------- | ------------ | ------------- | -------- | ------------- | -------- | ------------- | -------- | ------------- | -------- | ------------- | ----- |
| USA-1    | Bob Hickey Jeff Jordan Willie Davenport Jeff Gadley | Bob à quatre | 1 min 01 s 49 | 12       | 1 min 01 s 81 | 14       | 1 min 01 s 04 | 13       | 1 min 01 s 77 | 14       | 4 min 06 s 11 | 12    |
| USA-2    | Howard Siler Joe Tyler Jeff Jost Dick Nalley        | Bob à quatre | 1 min 01 s 49 | 12       | 1 min 01 s 69 | 13       | 1 min 01 s 30 | 14       | 1 min 01 s 72 | 12       | 4 min 06 s 20 | 13    |

### Ski de fond
| Épreuve | Athlète       | Course             | Course |
| Épreuve | Athlète       | Temps              | Rang   |
| ------- | ------------- | ------------------ | ------ |
| 15 km   | Jim Galanes   | 44 min 46 s 48     | 33     |
| 15 km   | Tim Caldwell  | 44 min 30 s 41     | 25     |
| 15 km   | Stan Dunklee  | 44 min 03 s 84     | 22     |
| 15 km   | Bill Koch     | 43 min 38 s 56     | 16     |
| 30 km   | Bill Koch     | N'a pas terminé    | –      |
| 30 km   | Doug Peterson | 1 h 38 min 29 s 86 | 45     |
| 30 km   | Jim Galanes   | 1 h 36 min 15 s 17 | 41     |
| 30 km   | Stan Dunklee  | 1 h 33 min 48 s 02 | 30     |
| 50 km   | Doug Peterson | N'a pas terminé    | –      |
| 50 km   | Stan Dunklee  | 2 h 42 min 20 s 20 | 33     |
| 50 km   | Jim Galanes   | 2 h 37 min 09 s 64 | 20     |
| 50 km   | Bill Koch     | 2 h 34 min 31 s 62 | 13     |

| Athlètes                                        | Course             | Course |
| Athlètes                                        | Temps              | Rang   |
| ----------------------------------------------- | ------------------ | ------ |
| Bill Koch Tim Caldwell Jim Galanes Stan Dunklee | 2 h 04 min 12 s 17 | 8      |

| Épreuve | Athlète                            | Course         | Course |
| Épreuve | Athlète                            | Temps          | Rang   |
| ------- | ---------------------------------- | -------------- | ------ |
| 5 km    | Betsy Haines                       | 17 min 27 s 75 | 37     |
| 5 km    | Leslie Bancroft-Krichko            | 16 min 39 s 71 | 33     |
| 5 km    | Beth Paxson                        | 16 min 20 s 93 | 26     |
| 5 km    | Alison Owen-Spencer                | 16 min 05 s 04 | 22     |
| 10 km   | Lynn von der Heide-Spencer-Galanes | 33 min 13 s 89 | 31     |
| 10 km   | Leslie Bancroft-Krichko            | 33 min 04 s 71 | 28     |
| 10 km   | Beth Paxson                        | 33 min 01 s 60 | 25     |
| 10 km   | Alison Owen-Spencer                | 32 min 41 s 33 | 22     |

| Athlètes                                                                                   | Course             | Course |
| Athlètes                                                                                   | Temps              | Rang   |
| ------------------------------------------------------------------------------------------ | ------------------ | ------ |
| Alison Owen-Spencer Beth Paxson Leslie Bancroft-Krichko Lynn von der Heide-Spencer-Galanes | 1 h 06 min 55 s 41 | 7      |

### Patinage artistique
Homme
| Athlète         | Figures imposées | Programme court | Programme libre | Points | Places | Rang |
| --------------- | ---------------- | --------------- | --------------- | ------ | ------ | ---- |
| Scott Hamilton  | 8                | 4               | 4               | 181,78 | 45     | 5    |
| David Santee    | 3                | 3               | 5               | 185,52 | 34     | 4    |
| Charles Tickner | 2                | 5               | 3               | 187,06 | 28     | 1    |

Femme
| Athlète          | Figures imposées | Programme court | Programme libre | Points | Places | Rang |
| ---------------- | ---------------- | --------------- | --------------- | ------ | ------ | ---- |
| Sandy Lenz       | 11               | 6               | 7               | 172,74 | 82     | 9    |
| Lisa-Marie Allen | 8                | 3               | 4               | 179,42 | 45     | 5    |
| Linda Fratianne  | 3                | 1               | 2               | 188,30 | 16     | 2    |

Couples
| Athlètes                          | Programme court  | Programme libre | Points | Places           | Rang |
| --------------------------------- | ---------------- | --------------- | ------ | ---------------- | ---- |
| Tai Reina Babilonia Randy Gardner | N'ont pas débuté | –               | –      | N'ont pas débuté | –    |
| Sheryl Frangs Michael Botticelli  | 7                | 7               | 133,84 | 64               | 7    |
| Kitty Carruthers Peter Carruthers | 5                | 5               | 137,38 | 46               | 5    |

Danse sur glace
| Athlètes                      | Danse imposée | Danse libre | Points | Places | Rang |
| ----------------------------- | ------------- | ----------- | ------ | ------ | ---- |
| Stacey Smith John Summers     | 8             | 8           | 188,38 | 75     | 9    |
| Judy Blumberg Michael Seibert | 7             | 7           | 190,30 | 66     | 7    |

### Hockey sur glace

#### Premier tour - Groupe bleu
|  | Équipe qualifié pour la phase finale        |
|  | Équipe qualifié pour le tour de consolation |

| Équipe               | MP | V | D | E | BP | BC | Pts |
| -------------------- | -- | - | - | - | -- | -- | --- |
| Suède                | 5  | 4 | 0 | 1 | 26 | 7  | 9   |
| États-Unis           | 5  | 4 | 0 | 1 | 25 | 10 | 9   |
| Tchécoslovaquie      | 5  | 3 | 2 | 0 | 34 | 16 | 6   |
| Roumanie             | 5  | 1 | 3 | 1 | 13 | 29 | 3   |
| Allemagne de l'Ouest | 5  | 1 | 4 | 0 | 21 | 30 | 2   |
| Norvège              | 5  | 0 | 4 | 1 | 9  | 36 | 1   |

Tous les heures sont locales (UTC-5).
| 12 février 1980 | Suède | 2-2 (1–0, 0–1, 1–1) | États-Unis | Olympic Fieldhouse, Lake Placid |

| Feuille de match | Feuille de match                                                           | Feuille de match        | Feuille de match                                                       | Feuille de match       |
| ---------------- | -------------------------------------------------------------------------- | ----------------------- | ---------------------------------------------------------------------- | ---------------------- |
|                  | Andersson (Molin, Lundqvist) - 11 min 04 T. Eriksson (Lückner) - 44 min 45 | 1 – 0 1 – 1 2 – 1 2 – 2 | 39 min 32 - Silk (Ramsey, Johnson) 59:33 - Baker (Pavelich, Schneider) | Arbitrage : Dombrovski |
|                  |                                                                            |                         |                                                                        | Arbitrage : Dombrovski |
| 8 min            | Pénalités                                                                  | 6 min                   |                                                                        | Arbitrage : Dombrovski |
| 36               | Tirs                                                                       | 29                      |                                                                        | Arbitrage : Dombrovski |

| 14 février 1980 | États-Unis | 7-3 (2–2, 2–0, 3–1) | Tchécoslovaquie | Olympic Fieldhouse, Lake Placid |

| Feuille de match | Feuille de match | Feuille de match                                            | Feuille de match                                                                                 | Feuille de match     |
| ---------------- | --- | ----------------------------------------------------------- | ------------------------------------------------------------------------------------------------ | -------------------- |
|                  | Eruzione (Broten) - 4 min 39 Pavelich (Schneider, Harrington) - 5 min 45 Schneider (Pavelich) - 24 min 33 Johnson (McClanahan) - 35 min 28 Verchota (Christian) - 42 min 59 Schneider (Harrington) - 43 min 59 McClanahan (Johnson) - 50 min 54 | 0 – 1 1 – 1 2 – 1 2 – 2 3 – 2 4 – 2 5 – 2 6 – 2 6 – 3 7 – 3 | 02 min 23 - Pouzar (Kaberle, Nový) 12 min 07 - M. Šťastný (P. Šťastný) 45 min 36 - Novák (Lukáč) | Arbitrage : Lindgren |
|                  | |                                                             |                                                                                                  | Arbitrage : Lindgren |
| 10 min           | Pénalités | 10 min                                                      |                                                                                                  | Arbitrage : Lindgren |
| 27               | Tirs | 31                                                          |                                                                                                  | Arbitrage : Lindgren |

| 16 février 1980 | États-Unis | 5-1 (0–1, 3–0, 2–0) | Norvège | Olympic Arena, Lake Placid |

| Feuille de match | Feuille de match | Feuille de match                    | Feuille de match             | Feuille de match               |
| ---------------- | --- | ----------------------------------- | ---------------------------- | ------------------------------ |
|                  | Eruzione (SN) - 20 min 41 Johnson (Christian, McClanahan) - 24 min 51 Silk (Pavelich, Morrow) - 33:31 Wells (Silk, Verchota) - 44 min 28 Morrow (McClanahan, Strobel) - 51 min 29 | 0 – 1 1 – 1 2 – 1 3 – 1 4 – 1 5 – 1 | 04 min 19 - Myhre (Løsåmoen) | Arbitrage : Karl-Gustav Kaisla |
|                  | |                                     |                              | Arbitrage : Karl-Gustav Kaisla |
| 16 min           | Pénalités | 18 min                              |                              | Arbitrage : Karl-Gustav Kaisla |
| 43               | Tirs | 22                                  |                              | Arbitrage : Karl-Gustav Kaisla |

| 18 février 1980 | États-Unis | 7-2 (2–0, 2–1, 3–1) | Roumanie | Olympic Fieldhouse, Lake Placid |

| Feuille de match | Feuille de match | Feuille de match                                      | Feuille de match                                                | Feuille de match       |
| ---------------- | --- | ----------------------------------------------------- | --------------------------------------------------------------- | ---------------------- |
|                  | Schneider (Pavelich, Harrington) - 12 min 03 Strobel (Schneider, Ramsey) - 15:52 Wells (Verchota, Morrow) - 29 min 34 Schneider (Harrington) - 37 min 05 Christoff (O'Callahan) (SN) - 43 min 14 Broten (Eruzione) - 56 min 12 McClanahan (Johnson) - 58 min 09 | 1 – 0 2 – 0 3 – 0 3 – 1 4 – 1 5 – 1 5 – 2 6 – 2 7 – 2 | 33 min 40 - Tureanu (Nistor) (SN) 52 min 48 - Halauca (Moroşan) | Arbitrage : Dombrovski |
|                  | |                                                       |                                                                 | Arbitrage : Dombrovski |
| 6 min            | Pénalités | 10 min                                                |                                                                 | Arbitrage : Dombrovski |
| 51               | Tirs | 21                                                    |                                                                 | Arbitrage : Dombrovski |

| 20 février 1980 | Allemagne de l'Ouest | 2-4 (2–0, 0–2, 0–2) | États-Unis | Olympic Fieldhouse, Lake Placid |

| Feuille de match | Feuille de match                                                       | Feuille de match                    | Feuille de match | Feuille de match  |
| ---------------- | ---------------------------------------------------------------------- | ----------------------------------- | --- | ----------------- |
|                  | Kretschmer - 01 min 50 Kiessling (Höfner, Kretschmer) (SN) - 19 min 45 | 1 – 0 2 – 0 2 – 1 2 – 2 2 – 3 2 – 4 | 27 min 40 - McClanahan (Johnson, Christian) 38:31 - Broten (Strobel, Eruzione) 41 min 17 - McClanahan (Johnson, Christian) 44 min 17 - Verchota (Christian, Wells) | Arbitrage : Haley |
|                  |                                                                        |                                     | | Arbitrage : Haley |
| 8 min            | Pénalités                                                              | 16 min                              | | Arbitrage : Haley |
| 26               | Tirs                                                                   | 32                                  | | Arbitrage : Haley |

### Phase finale
Les deux premières équipes de chaque groupe jouent contre les deux premières de l'autre groupe. Les points des précédents matches contre les adversaires de leur propre groupe sont retirés à l'exception des équipes qui n'ont pas réussi à se qualifier pour cette phase.
| Équipe           | MP | V | D | E | BP | BC | Pts |
| ---------------- | -- | - | - | - | -- | -- | --- |
| États-Unis       | 3  | 2 | 0 | 1 | 10 | 7  | 5   |
| Union soviétique | 3  | 2 | 1 | 0 | 16 | 8  | 4   |
| Suède            | 3  | 0 | 1 | 2 | 7  | 14 | 2   |
| Finlande         | 3  | 0 | 2 | 1 | 7  | 11 | 1   |

| 22 février 1980 | États-Unis | 4-3 (2–2, 0–1, 2–0) | Union soviétique | Olympic Fieldhouse, Lake Placid |

| Feuille de match | Feuille de match | Feuille de match                          | Feuille de match                                                                                  | Feuille de match               |
| ---------------- | --- | ----------------------------------------- | ------------------------------------------------------------------------------------------------- | ------------------------------ |
|                  | Schneider (Pavelich) - 14 min 03 Johnson (Christian, Silk) - 19 min 59 Johnson (Silk) (SN) - 48 min 39 Eruzione (Pavelich, Harrington) - 50 min 00 | 0 – 1 1 – 1 1 – 2 2 – 2 2 – 3 3 – 3 4 – 3 | 09 min 12 - Krutov (Kasatonov) 17 min 34 - Makarov (A. Golikov) 22 min 18 - Maltsev (Krutov) (SN) | Arbitrage : Karl-Gustav Kaisla |
|                  | |                                           |                                                                                                   | Arbitrage : Karl-Gustav Kaisla |
| 6 min            | Pénalités | 6 min                                     |                                                                                                   | Arbitrage : Karl-Gustav Kaisla |
| 16               | Tirs | 39                                        |                                                                                                   | Arbitrage : Karl-Gustav Kaisla |

| 24 février 1980 | États-Unis | 4-2 (0–1, 1–1, 3–0) | Finlande | Olympic Fieldhouse, Lake Placid |

| Feuille de match | Feuille de match | Feuille de match                    | Feuille de match                                                                           | Feuille de match           |
| ---------------- | --- | ----------------------------------- | ------------------------------------------------------------------------------------------ | -------------------------- |
|                  | Christoff - 24 min 39 Verchota (Christian) - 42 min 25 McClanahan (Johnson, Christian) - 46 min 05 Johnson (Christoff) (IN) - 56 min 25 | 0 – 1 1 – 1 1 – 2 2 – 2 3 – 2 4 – 2 | 09 min 20 - Porvari (Leinonen, Litma) 26 min 30 - Leinonen (Haapalainen, Kiimalainen) (SN) | Arbitrage : Vladimir Šubrt |
|                  | |                                     |                                                                                            | Arbitrage : Vladimir Šubrt |
| 10 min           | Pénalités | 4 min                               |                                                                                            | Arbitrage : Vladimir Šubrt |
| 29               | Tirs | 23                                  |                                                                                            | Arbitrage : Vladimir Šubrt |

Match de groupe reporté :
- Suède 2–2 USA

### Meilleurs pointeurs
| Rang | Joueur       | MJ | B | A | Pts |
| ---- | ------------ | -- | - | - | --- |
| 9e   | Mark Johnson | 7  | 5 | 6 | 11  |

| Composition de l'équipe: |
| Bill Baker – A Neal Broten Dave Christian Steve Christoff Jim Craig Mike Eruzione – C John Harrington Steve Janaszak Mark Johnson Rob McClanahan Ken Morrow Jack O'Callahan Mark Pavelich Mike Ramsey Buzz Schneider Dave Silk Eric Strobel Bob Suter Phil Verchota Mark Wells |

### Luge
Homme
| Athlète         | Manche 1 | Manche 1 | Manche 2 | Manche 2 | Manche 3 | Manche 3 | Manche 4 | Manche 4 | Total          | Total |
| Athlète         | Temps    | Rang     | Temps    | Rang     | Temps    | Rang     | Temps    | Rang     | Temps          | Rang  |
| --------------- | -------- | -------- | -------- | -------- | -------- | -------- | -------- | -------- | -------------- | ----- |
| Richard Stithem | 45 s 418 | 22       | 45 s 938 | 19       | 46 s 245 | 21       | 45 s 491 | 17       | 3 min 03 s 092 | 20    |
| John Fee        | 45 s 328 | 21       | 45 s 407 | 15       | 46 s 032 | 20       | 45 s 345 | 15       | 3 min 02 s 112 | 14    |
| Jeff Tucker     | 45 s 158 | 17       | 45 s 311 | 13       | 45 s 427 | 14       | 45 s 400 | 16       | 3 min 01 s 296 | 12    |

Doubles
| Athlètes                     | Manche 1 | Manche 1 | Manche 2 | Manche 2 | Total          | Total |
| Athlètes                     | Temps    | Rang     | Temps    | Rang     | Temps          | Rang  |
| ---------------------------- | -------- | -------- | -------- | -------- | -------------- | ----- |
| Richard Healey Ty Danco      | 40 s 386 | 12       | 40 s 955 | 12       | 1 min 21 s 341 | 11    |
| Frank Masley Raymond Bateman | 48 s 241 | 19       | 40 s 612 | 11       | 1 min 28 s 853 | 18    |

Femme
| Athlète            | Manche 1 | Manche 1 | Manche 2         | Manche 2 | Manche 3 | Manche 3 | Manche 4 | Manche 4 | Total            | Total |
| Athlète            | Temps    | Rang     | Temps            | Rang     | Temps    | Rang     | Temps    | Rang     | Temps            | Rang  |
| ------------------ | -------- | -------- | ---------------- | -------- | -------- | -------- | -------- | -------- | ---------------- | ----- |
| Susan Charlesworth | 41 s 018 | 24       | N'a pas terminée | –        | –        | –        | –        | –        | N'a pas terminée | –     |
| Donna Burke        | 40 s 663 | 19       | 40 s 931         | 17       | 40 s 943 | 16       | 41 s 148 | 21       | 2 min 43 s 685   | 17    |
| Debra Genovese     | 40 s 497 | 16       | 40 s 811         | 16       | 40 s 799 | 15       | 40 s 819 | 15       | 2 min 42 s 926   | 15    |

### Combiné nordique
Épreuves:
- Saut à ski avec un tremplin normal(Trois sauts, les deux meilleurs sont comptés et montrés ici.)
- Ski de fond pendant 15 km

| Athlète          | Épreuve    | Saut à ski | Saut à ski | Saut à ski | Saut à ski | Ski de fond     | Ski de fond | Ski de fond | Total           | Total |
| Athlète          | Épreuve    | Distance 1 | Distance 2 | Points     | Rang       | Temps           | Points      | Rang        | Points          | Rang  |
| ---------------- | ---------- | ---------- | ---------- | ---------- | ---------- | --------------- | ----------- | ----------- | --------------- | ----- |
| Gary Crawford    | Individuel | 66,0       | 71,0       | 161,7      | 29         | 52 min 21 s 3   | 178,480     | 25          | 340,180         | 28    |
| Kerry Lynch      | Individuel | 69,0       | 74,5       | 180,3      | 20         | 49 min 44 s 3   | 202,030     | 12          | 382,330         | 18    |
| Mike Devecka     | Individuel | 69,0       | 71,5       | 174,5      | 22         | N'a pas terminé | –           | –           | N'a pas terminé | –     |
| Walter Malmquist | Individuel | 79,5       | 84,0       | 221,8      | 2          | 52 min 54 s 5   | 173,500     | 27          | 395,300         | 12    |

### Saut à ski
| Athlète          | Épreuve         | Saut 1   | Saut 1 | Saut 2   | Saut 2 | Total  | Total |
| Athlète          | Épreuve         | Distance | Points | Distance | Points | Points | Rang  |
| ---------------- | --------------- | -------- | ------ | -------- | ------ | ------ | ----- |
| Jim Denney       | Tremplin normal | 70,0     | 93,2   | 75,0     | 99,7   | 192,9  | 36    |
| Jeff Davis       | Tremplin normal | 80,0     | 105,7  | 84,0     | 120,6  | 226,3  | 17    |
| Chris McNeill    | Tremplin normal | 79,0     | 110,1  | 74,5     | 102,4  | 212,5  | 23    |
| Jim Maki         | Tremplin normal | 81,0     | 113,8  | 72,0     | 94,9   | 208,7  | 26    |
| Jeff Davis       | Grand tremplin  | 96,0     | 99,6   | 83,0     | 76,9   | 176,5  | 44    |
| Reed Zuehlke     | Grand tremplin  | 98,0     | 100,4  | 79,0     | 68,8   | 169,2  | 45    |
| Walter Malmquist | Grand tremplin  | 97,0     | 104,0  | 95,5     | 101,4  | 205,4  | 27    |
| Jim Denney       | Grand tremplin  | 109,0    | 123,8  | 104,0    | 115,3  | 239,1  | 8     |

## Patinage de vitesse
| Épreuve  | Athlète        | Course            | Course |
| Épreuve  | Athlète        | Temps             | Rang   |
| -------- | -------------- | ----------------- | ------ |
| 500 m    | Jim Chapin     | 39 s 74           | 24     |
| 500 m    | Dan Immerfall  | 38 s 69           | 5      |
| 500 m    | Eric Heiden    | 38 s 03 RO        | 1      |
| 1 000 m  | Craig Kressler | 1 min 18 s 37     | 11     |
| 1 000 m  | Peter Mueller  | 1 min 17 s 11     | 5      |
| 1 000 m  | Eric Heiden    | 1 min 15 s 18 RO  | 1      |
| 1 500 m  | Craig Kressler | 2 min 00 s 60     | 18     |
| 1 500 m  | Tom Plant      | 2 min 00 s 57     | 17     |
| 1 500 m  | Eric Heiden    | 1 min 55 s 44 RO  | 1      |
| 5 000 m  | Craig Kressler | 7 min 25 s 43     | 18     |
| 5 000 m  | Mike Woods     | 7 min 10 s 39     | 7      |
| 5 000 m  | Eric Heiden    | 7 min 02 s 29 RO  | 1      |
| 10 000 m | Craig Kressler | N'a pas terminé   | –      |
| 10 000 m | Mike Woods     | 14 min 39 s 53    | 4      |
| 10 000 m | Eric Heiden    | 14 min 28 s 13 RM | 1      |

| Épreuve | Athlète             | Course        | Course                             |
| Épreuve | Athlète             | Temps         | Rang                               |
| ------- | ------------------- | ------------- | ---------------------------------- |
| 500 m   | Sarah Docter        | 44 s 48       | 23                                 |
| 500 m   | Beth Heiden         | 43 s 18       | 7                                  |
| 500 m   | Leah Poulos-Mueller | 42.26         | 2                                  |
| 1000 m  | Sarah Docter        | 1 min 28 s 80 | 14                                 |
| 1000 m  | Beth Heiden         | 1 min 27 s 01 | 5                                  |
| 1000 m  | Leah Poulos-Mueller | 1 min 25 s 41 | Médaille d'argent, Jeux olympiques |
| 1 500 m | Sarah Docter        | 2 min 15 s 11 | 13                                 |
| 1 500 m | Mary Docter         | 2 min 14 s 74 | 12                                 |
| 1 500 m | Beth Heiden         | 2 min 13 s 10 | 7                                  |
| 3 000 m | Sarah Docter        | 4 min 43 s 30 | 10                                 |
| 3 000 m | Mary Docter         | 4 min 39 s 29 | 6                                  |
| 3 000 m | Beth Heiden         | 4 min 33 s 77 | 3                                  |